# Andrew Keith Jack

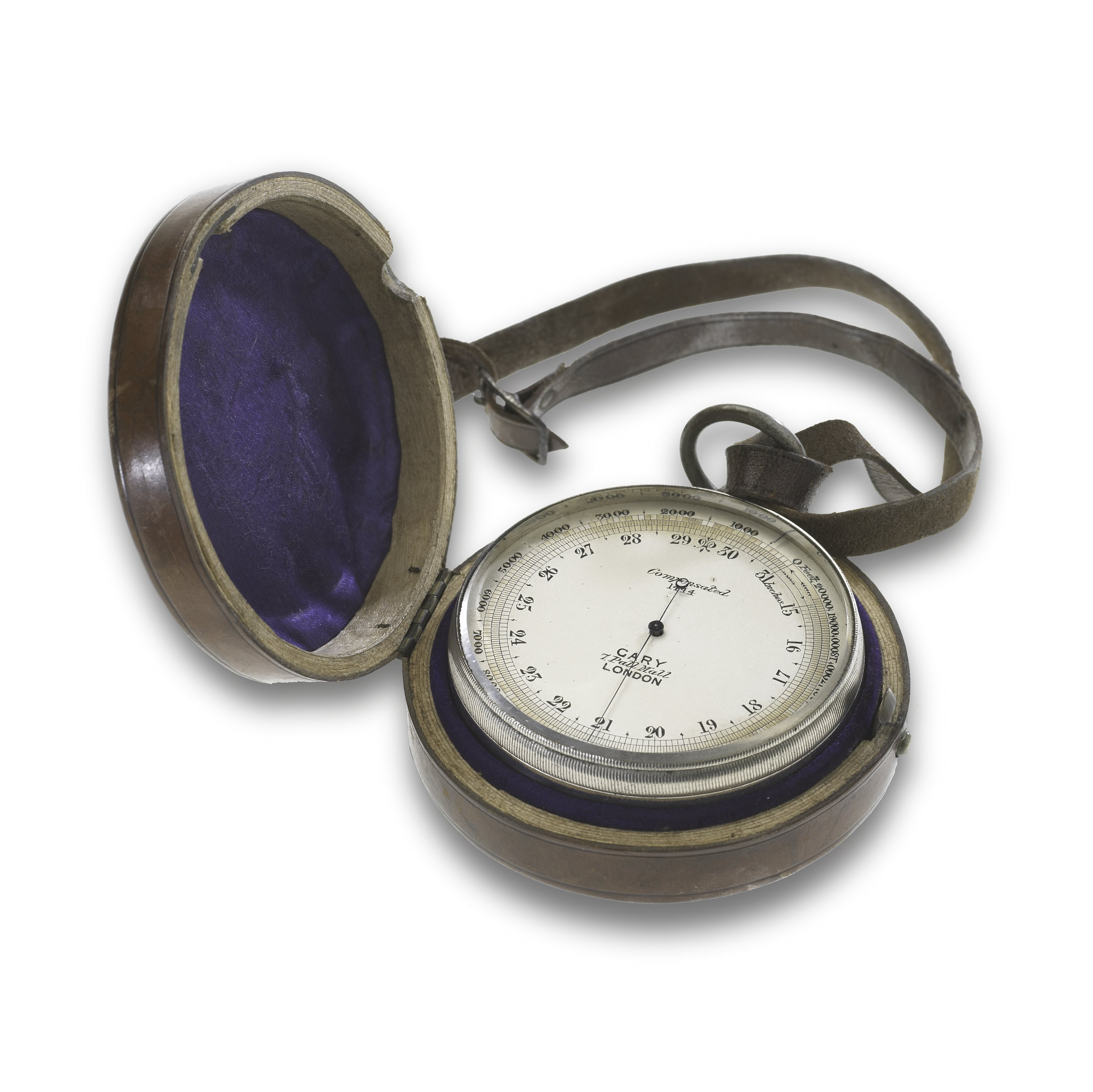
Andrew Keith Jacks bei der Antarktisexpedition verwendetes Aneroidbarometer

Andrew Keith Jack (* 9. September 1885 in Brighton, Victoria, Australien; † 26. September 1966 in Melbourne, Victoria, Australien) war ein australischer Physiker und Polarforscher, der zur Ross Sea Party bei der Endurance-Expedition (1914–1917) des britischen Polarforschers Ernest Shackleton gehörte.

## Leben
Jack war zunächst als Versicherungskaufmann tätig, bevor er ein wissenschaftliches Studium an der University of Melbourne aufnahm und dort 1912 zum Bachelor of Science und 1914 zum Master of Science graduierte. 
Seine Ausbildung verschaffte ihm die Möglichkeit, als Physiker dem wissenschaftlichen Stab der von Aeneas Mackintosh geführten Mannschaft anzugehören, deren vordringliche Aufgabe es war, auf dem Ross-Schelfeis Depots bis zum Fuß des Beardmore-Gletschers anzulegen. Diese sollten dazu dienen, die Mannschaft um Ernest Shackleton von der Küste des Weddell-Meeres kommend bei der Durchquerung des antarktischen Kontinents über den geographischen Südpol hinweg über die restliche Wegstrecke mit Nahrung und Ausrüstung zu versorgen. Durch das Abdriften ihres Schiffs Aurora standen Jack, Mackintosh und den anderen acht auf der Ross-Insel gestrandeten Expeditionsteilnehmern nur begrenzte Ressourcen zur Verfügung. Jack war an den frühen Versorgungsmärschen beteiligt, führte meteorologische Untersuchungen durch und zeichnete für die Erstellung eines Teils der Fotografien verantwortlich. Der Mannschaft gelang trotz aller Widrigkeiten die Depotanlage, die sich jedoch als überflüssig erweisen sollte, da Shackleton wegen des Untergangs der Endurance die Durchquerung nicht in Angriff nahm. Jack zählte nach dem Tod von Mackintosh, Victor Hayward und Arnold Spencer-Smith zu den sieben Überlebenden, die am 10. Januar 1917 am Kap Evans durch die Aurora unter dem Kommando von John King Davis gerettet wurden. Für seine Verdienste um die Expedition wurde er mit der silbernen Ausführung der Polar Medal ausgezeichnet. Jacks Tagebuchaufzeichnungen und einige seiner Ausrüstungsgegenstände befinden sich heute im Bestand des Melbourne Museum.
Nach seiner Rückkehr von der Antarktisexpedition bewarb sich Jack bei der Australian Army um die Teilnahme am Ersten Weltkrieg. Statt bei Kampfeinsätzen eingesetzt zu werden, wurde er Leiter einer Fabrik zur Herstellung von Kordit im australischen Maribyrnong. Nach dem Krieg arbeitete Jack als Experte für Explosivstoffe und deren sichere Anwendung. In den 1940er Jahren übernahm er das Amt des Sekretärs im Sicherheitsausschuss des australischen Ministeriums für Munitionsversorgung. 1950 begab er sich in den Ruhestand. Andrew Keith Jack starb 1966 im Alter von 81 Jahren.